# Samogovor
Samogovor ali monolog je zaupen pogovor dramske osebe same s seboj. Je izpoved, ki je namenjena neposredno gledalcu. Dramska oseba se pogovarja s svojim notranjim svetom, v katerem se kažejo protislovja, ali pa se z monologom neposredno odziva na zunanje dogajanje.
V dramatiki druge polovice dvajsetega stoletja (Bernard-Marie Koltès, Elfriede Jelinek, Heiner Müller, Sarah Kane), v t. i. ne več dramskih gledaliških besedilih in postdramskem gledališču samogovor ali kvazimonolog velikokrat zamenja dialog, ki je v krizi.